# В ритме ча-ча-ча
«В ритме ча-ча-ча» (англ. Cha Cha Real Smooth) — американский комедийно-драматический фильм 2022 года режиссёра, сценариста и продюсера Купера Райффа. Главные роли исполнили Дакота Джонсон, также выступившая одним из продюсеров ленты, и сам Райфф. По сюжету только что закончивший колледж 22-летний Эндрю (Райфф) не имеет ясного представления о своём будущем, однако знакомство и зарождающаяся дружба с 29-летней Домино (Джонсон) и её дочерью Лолой помогают Эндрю найти то будущее, которого он всегда хотел.
Премьера фильма состоялась 23 января 2022 года на фестивале Сандэнс. Лента вышла в ограниченный прокат и на стриминг-сервисе Apple TV+ 17 июня 2022 года.

## Сюжет
12-летний Эндрю пытается пригласить ведущую вечеринки на свидание, но та отвергает его из-за разницы в возрасте. Десять лет спустя подруга Эндрю, Майя, переезжает в Барселону, чтобы закончить своё обучение по программе Фулбрайта. Брат Эндрю, Дэвид, приглашает его на бар-мицву. Эндрю призывает других танцевать на вечеринке. Он знакомится с Домино и её дочерью Лолой, страдающей расстройствов аутистического спектра. Эндрю удаётся вывести Лолу на танцпол, чем удивляет Домино. Матери на вечеринке замечают харизму парня и соглашаются нанять Эндрю в качестве организатора вечеринки на предстоящей бар-мицве; Эндрю планирует собрать деньги и отправиться к Майе в Барселону.
Эндрю в качестве ди-джея приходится уйти со следующей вечеринки за ссору с ребёнком, который издевался над Лолой. Эндрю находит Домино в туалете, всю в крови. Он и Лола находят ей сменную одежду; Эндрю отвозит их домой. Домино рассказывает Эндрю, что у неё есть жених Джозеф, работающий в Чикаго. Она объясняет, что кровь в туалете была не из-за менструации, а из-за недавнего выкидыша. Домино предлагает Эндрю присматривать за Лолой. Они неуклюже целуются. На следующий день Эндрю проходит собеседование на работу стажёром. На очередной детской вечеринке Эндрю встречает Джозефа, а позже проводит время с Домино и Лолой. Эндрю начинает подозревать, что Майя встречается с кем-то в Барселоне. Перед уходом от Лолы Эндрю видит Домино и Джозефа в плохом настроении.
Эндрю получает работу волонтёра-стажёра. Он и Домино говорят о её помолвке с Джозефом и целуются. Джозеф увольняет Эндрю с работы няней Лолы. Дэвид почти целует свою девушку в первый раз, но решает остановить детей, издевающихся над Лолой. Завязывается драка между семьёй Эндрю и другими гостями бар-мицвы. Эндрю говорит Домино, что любит её. Она отвергает его ухаживания, говоря, что любит Джозефа, даже если кажется, что это не так. Джозеф благодарит Эндрю за заботу о его семье. Эндрю решает не ехать в Барселону. Вместо этого он планирует съехать от родителей. Эндрю и Домино прощаются. Она призывает его пожить полной жизнью, прежде чем брать на себя какие-либо обязательства. Шесть месяцев спустя Домино и Джозеф женятся, а Эндрю проводит время с друзьями в баре.

## Актёрский состав
| Актёр                 | Роль                      |
| --------------------- | ------------------------- |
| Купер Райфф           | Эндрю                     |
| Дакота Джонсон        | Домино                    |
| Эван Ассанте          | Дэвид брат Эндрю          |
| Ванесса Бургхардт     | Лола дочь Домино          |
| Лесли Манн            | Лиза мать Эндрю и Дэвида  |
| Брэд Гарретт          | Грег отчим Эндрю и Дэвида |
| Рауль Кастильо        | Джозеф жених Домино       |
| Колтон Осорио         | Родриго друг Дэвида       |
| Амара Педросо Сакель  | Майя девушка Эндрю        |
| Одейя Раш             | Мэйси                     |
| Бруклин Слоан Рамирес | Маргарет девушка Дэвида   |
| Келли О’Салливан      | Белла                     |

## Производство
В марте 2021 года было объявлено, что Дакота Джонсон и Купер Райфф сыграют главные роли в фильме, при этом Райфф также выступит режиссёром и сценаристом, а Джонсон — продюсером через свою компанию TeaTime Pictures. В августе 2021 года к актёрскому составу фильма присоединились Лесли Манн, Брэд Гарретт, Рауль Кастильо, Одейя Раш, Ванесса Бургхардт, Эван Ассанте и Колтон Осорио.
Основные съёмки начались 12 августа 2021 года, производство также проходило в Питтсбурге.

## Премьера
Премьера ленты состоялась 23 января 2022 года на фестивале Сандэнс. После этого Apple TV+ приобрела права на распространение фильма за $14 млн. Фильм был показан на фестивале «South by Southwest» 17 марта 2022 года, а позже на кинофестивале «Трайбека» в июне 2022 года. 17 июня лента вышла одновременно в ограниченный прокат и на Apple TV+.

## Реакция
На агрегаторе рецензий Rotten Tomatoes «рейтинг свежести» фильма находится на уровне 88 % на основе 168 отзывов со средней оценкой 7,8/10. Консенсус критиков гласит: «„В ритме ча-ча-ча“ — это трогательная драма, которая с гордостью не скрывает своих чувств и вновь подтверждает силу таланта сценариста, режиссёра и главного актёра ленты Купера Райффа». На Metacritic лента получила средневзвешенную оценку 72 балла из 100 на основе 39 рецензий, что, согласно классификации сайта, означает «преимущественно положительные отзывы».
Кинокритик Манола Даргис из «The New York Times» раскритиковала сценарий фильма: «Это производное и неубедительное потворство, как и любая крупная студийная маленькая покупка», добавив, что центральный роман фильма «не имеет смысла, как, собственно, и весь фильм». Однако Кристи Лемир из «RogerEbert.com» дала фильму положительную рецензию, написав: «Стремление Райффа освободиться от сентиментальной формулы и проложить собственный путь ясно показывает, что делает его захватывающим молодым режиссёром, за которым стоит следить».

## Награды и номинации
1. Сандэнс: премия зрителей в конкурсной программе американских драматических фильмов[16].
2. Ассоциация выбора критиков: премия «Знак отличия»[17].